# Lechosław Jocz
Lechosław Jocz (* 7. října 1983) je polský jazykovědec a dialektolog, sorabista a kašubista. Je specialistou v oblasti kašubské fonetiky a fonologie.
Jeho disertační práce Wokalowy system hornjoserbskeje rěče přitomnosće byla zveřejněna v Štětíně v roce 2011. Po získání doktorátu na univerzitě v Lipsku pracoval jako držitel stipendia v Budyšíně a potom v Lipsku. Zúčastnil se více než deseti polských a mezinárodních konferencích. Od roku 2015 působí jako mimořádný profesor na Katedře polského jazyka na Fakultě humanitních věd v Gorzowie Wielkopolskim.
V roce 2016 získal Cenu Gerarda Labudy za publikace o kašubském jazyce (System samogłoskowy współczesnych gwar centralnokaszubskich a System spółgłoskowy współczesnych gwar centralnokaszubskich).
Byl redaktorem časopisu „Sor@pis” i členem redakční rady časopisu „Slavia Occidentalis”. Je také členem Kašubského institutu a Komise pro fonetiku a fonologie při Mezinárodním výboru slavistů.

## Publikace
- Sandhi w językach łużyckich (spoluautor, 2013)[9]
- Akcent wyrazowy we współczesnej kaszubszczyźnie centralnej (2015)[9]
- System samogłoskowy gwary luzińskiej (2016)[9]
- Miejsce gwary luzińskiej wśród gwar kaszubskich w świetle faktów fonetycznych i fonologicznych (2016)[9]
- VOT i dźwięczność spółgłosek zwartych w Dąbrówce Wielkopolskiej (2016)[9]